# Fink
Fink je priimek v Sloveniji, ki ga je po podatkih Statističnega urada Republike Slovenije na dan 1. januarja 2010 uporabljalo 738 oseb in je med vsemi priimki po pogostosti uporabe uvrščen na 289. mesto.

## Znani slovenski nosilci priimka
- Adi Fink (1925—2018), fotograf
- Andrej Fink (*1947), slovensko-argentinski pravnik in politolog, univ. profesor
- Bernarda Fink Inzko (*1955), slovensko-argentinska pevka resne glasbe
- Bogdan Fink (1927—2011), arhitekt
- Bogdan Fink  (*1972), kolesar in kolesarski organizator
- Bojan Fink, tajnik Odbora za varstvo človekovih pravic
- Božidar Fink (1920—2013), pravnik, domobranec, publicist, povojni emigrant v Argentini
- Danica Fink-Hafner (*1959), politologinja, univ. profesorica
- Fran Fink (1885—1972), pedagoški pisec
- Gregor Fink (*1984), nogometaš
- Ivan Fink, elektrotehnik
- Josip Fink/Fing, slikar in pozlatar v Ljubljani (18.stol.)
- Leon Fink, zdravnik
- Marija Fink (por. Geržinič) (1922—?), pevka sopranistka, zborovodkinja
- Marko Fink (*1950), slovensko-argentinski pevec klasične glasbe
- Marta Fink (1924—?), pevka altistka
- Mateja Fink (*1985), igralka badmintona
- Matic Fink (*1990), nogometaš
- Mitja Hafner-Fink (*1957), sociolog, prof. FDV
- Neda Fink (1925—?), pevka (kontra-)altistka
- Robert Fink (*1964), veteran vojne za Slovenijo
- Rok Fink (*1954), glasbenik, pevec (tanga)
- Rok Fink, izr. prof. Zdravstvene fakultete
- Simon Jugovic Fink, akad. slikar in pesnik
- Tatjana Fink (*1957), gospodarstvenica
- Tatjana Fink, vodja ljubljanskega Hospica
- Veronika Fink Menvielle (*1963), operna pevka sopranistka

## Znani tuji nosilci
- Fink (Fin Greenall) (*1972), angleški pevec in popularni glasbenik
- Eugen Fink (1905—1975), nemški filozof
- Gavin Fink, ameriški igralec
- Nikola Fink (1894—1968), hrvaški zoolog
- Željka Fink Arsovski, hrvaška jezikoslovka, rusistka in frazeologinja